# セパージュワイン
セパージュワイン（フランス語：cépage)とは、ラベルにブドウの品種名が明記されたワインである。また、セパージュとはフランス語で、ブドウの品種のことである。

## フランス
フランスの高級ワインのカテゴリに属すAOCワインは、アルザスとブルゴーニュを除き、セパージュは表示されていないのが普通である。これは、多くのワインが、いくつかの品種のブレンドによって作られていることと、生産者ごとに伝統の味が保たれていて、ワイン好きがそれをよく知っていることなどによるものである。
しかし、フランスの多くの生産者はセパージュを公表しており、「世界の名酒事典」などでも公開されており、インターネットのワインショップにも商品ごとにセパージュを書いたものが増えている。

### アルザス
アルザスワインは普通単品種で作られることが多く、また、それぞれの品種が個性的な味や香りを持っているため、品種名の明記が必要であり、フリュイ・ド・メール（Fruit de Mer）と呼ばれる普及品のブレンドものを除き、ほとんどがセパージュ付きになっている。

### ブルゴーニュ
ブルゴーニュワインでは、「ブルゴーニュ」より狭い範囲の地区名や村名あるいは畑名を名乗るワインは、ボジョレーとマコンや、サン・ブリなどの例外を除き、赤はピノ・ノワール、白はシャルドネで作られている。しかし、普及品のAOCブルゴーニュでは、それ以外の品種の混醸が認められており、村名クラス以下のピノ・ノワールまたはシャルドネが100％のワインには、それぞれのセパージュが書かれている。なお、ブルゴーニュには、アリゴテ種だけで作られたブルゴーニュ・アリゴテというAOCがある。

### ヴァン・ド・ペイ
ヴァン・ド・ペイはいわゆる「地酒」で、1970年代までは水代わりに飲まれる安価なワインだった。人々の生活水準が高くなり、安酒の需要がなくなってきたことと、ワイン法の厳しい規制を嫌って、南フランスなどの新天地で、法律にとらわれず自分の思い通りのおいしいワインを作りたいという人たちがこのクラスのワインを手がけるようになり、どんな味のワインかを示すために、セパージュを明記したものが多くなっている。1980年代後半からこうしたものの中に、ボルドーやブルゴーニュのAOCワインより優れたものが、いくつも出てきている。

## ドイツ
ドイツのワインでは、最高級品に多いリースリングや、新しい品種であるショイレーベ、ケルナーなどを使ったワインに、品種名が明記されているものが多い。

## イタリア
イタリアは、高級品とされるDOCGやDOCワインでは、ワインに使用できる品種が決められている。日本でもよく知られたキャンティはサンジョヴェーゼ種を中心に作られており、イタリアワインの王様と呼ばれるバローロは、ネッビオーロ種で作られている。
イタリアワインで高級品とされるDOCGおよびDOCワインでセパージュが表記されているものは、一つは名称が品種名＋地区名となっているもの、および名称の中にいくつかの品種が認められ、それを区別するためにつけられるものとがある。前者では、バルベーラ・ダスティ、モスカート・ディ・パンテッレリーア、モンテプルチャーノ・ダブルッツォなど、後者では、ランゲの中にネッビオーロやカベルネ・ソーヴィニョンなど8品種が認められている。
フランスのヴァン・ド・ペイに当たるインディカツィオーネ・ジェオグラフィカ・ティピカ（IGT）ワインでは、セパージュ付きのワインが多くある。しかし、プッリャ州のプリミティーヴォなど、一部に優れたものも出始めているが、いかにも安ワイン的な、香味に乏しいワインも多い。

## スペイン
スペインでは、ラ・リオハ州などの高級ワインを産するところでは赤がテンプラニーリョ、白はビウラ、その他の普及品やビーノ・デ・メーサいわゆるテーブルワインなどはガルナッチャやカリニェナ・マカベオなどの品種が使われていた。しかし近年は新興産地でもレゼルバクラスの高級品が作られるようになり、カベルネ・ソーヴィニョン、シャルドネに代表されるフランスの品種によるセパージュワインが増えてきており、一方で、伝統的なスペイン品種を名乗るものもある。スペインのセパージュワインで今注目されているのはモナストレルで、いかにも南国らしい力強さと繊細さを兼ね備えている。この品種は、南フランスのムールヴェードルという品種であるが、フランスではブレンド用とされ、ほとんど無名だった品種である。

## オーストリア
オーストリアはワインのタイプがドイツと似ていることもあり、地域名や畑名が入っていることが多く、商標ワインも多い。しかし、単品種で作られるワインが比較的多く、白ではこの國の固有品種である、グリューナー・ヴェルトリーナーやピノ・グリ、ピノ・ブランなど、赤では固有品種のブラウフレンキッシュやレンベルガー、ツヴァイゲルトレーベそれにピノ・ノワールなどが作られている。
オーストリアは、「音楽の都ウィーン」がある国だけに、クラシック音楽の作曲家名が付いたワインがいくつかある。モーツァルトは赤がブラウフランキッシュで白がミュラー・トゥルガウ、シューベルトは白だけでピノ・ブラン、ベートーヴェンは赤がピノ・ノワール、白がピノ・グリである。